# Batalla del Manantial
La Batalla del Manantial fue un enfrentamiento militar librado el 4 de octubre de 1861 entre las fuerzas unitarias y federales en el contexto de la Guerra entre la Confederación Argentina y el Estado de Buenos Aires.
Tras la victoria federal en Cepeda Pedro Ramón Alcorta, gobernador de Santiago del Estero intento librarse de la influencia de los hermanos Taboada (Antonino y Manuel) pero estos se alzaron en armas y lo derrotaron en el combate de Maco (24 de septiembre de 1860). Alcorta se exilió en Tucumán pero los líderes federales no hicieron nada para apoyarlo.
Posteriormente el gobernador tucumano Salustiano Zavalía intento intervenir en defensa de Alcorta pero fue derrotado y terminó siendo derrocado por el sacerdote José María del Campo poco después y reemplazado por el unitario Benjamín Villafañe. Tras la victoria unitaria de Pavón y deseando evitar que estos pasaran a controlar el noroeste del país el gobernador catamarqueño, general Octaviano Navarro, el general salteño Aniceto Latorre y el caudillo tucumano Celedonio Gutiérrez junto a las fuerzas leales a ambos gobernadores derrocados invadieron Tucumán con la idea de atacar luego Santiago del Estero. A inicios de agosto Navarro instaló su cuartel general en Albilgasta (departamento de La Paz) reuniendo una tropa de 2.000 catamarqueños, incluyendo un regimiento de infantería, tres de caballería y su escolta personal de 300 jinetes.
Navarro avanzó desde Catamarca y Latorre con Gutiérrez desde Salta, uniendo sus fuerzas posteriormente y obteniendo la victoria del Manantial el 4 de octubre. Juan Manuel Terán fue nombrado nuevo gobernador de Tucumán. Pero el éxito no fue bien aprovechado por los federales, al poco tiempo la mayoría de las tropas se retiraron de la provincia mientras los Taboada intervinieron rápidamente en ella para evitar que la siguiente provincia en ser invadida fuera la suya.
Dos meses tras el enfrentamiento Del Campo derrotó con la ayuda de Antonino Taboada a Celedonio Gutiérrez en la batalla del Ceibal (17 de diciembre) y recuperó el control de Tucumán. Tras la victoria, y con el gobernador Villafañe fuera de la provincia Del Campo se hizo elegir gobernador interino y luego definitivo de la provincia.